# Nigeriaanse naira
De Nigeriaanse naira (teken: ₦) is de munteenheid van Nigeria. Eén naira is honderd kobo. De kobo wordt vanwege inflatie niet meer gebruikt. De naam Naira is afgeleid van de landsnaam. Er zijn muntstukken van 1 naira in omloop, het papiergeld is beschikbaar in 5, 10, 20, 50, 100, 200, 500 en 1000 naira.

## Wisselkoers
| Jaar | Gemiddeld |
| ---- | --------- |
| 1960 | 0,71      |
| 1970 | 0,71      |
| 1980 | 0,55      |
| 1990 | 8,04      |
| 2000 | 101,70    |
| 2005 | 131,27    |
| 2010 | 150,30    |
| 2015 | 192,44    |
| 2020 | 358,81    |
| 2021 | 401,15    |
| 2022 | 425,98    |
| 2023 | 645,19    |
| 2024 | 1478,97   |